# Burlingham St Andrew
Burlingham St Andrew var en civil parish fram till 1935 när det uppgick i Lingwood and Burlingham och Halvergate, i grevskapet Norfolk, i England. Civil parish var belägen 12 km från Norwich och hade 155 invånare år 1931.